# Српски национални идентитет
Србија је национална држава Срба, у којој су они доминантна етничка група. Срби су такође заступљени и у Републици Српској, док Срби у Црној Гори чине једну од највећих етничких група те државе.
У 19. вијеку, српски национални идентитет се јавља, са свјешћу о историји и традицији, средњовјековним насљеђем, култуним јединством, упркос животу под различитим империјама. Три елемента, заједно са насљеђем Немањића, била су пресудна у стварању идентитета и његовом очувању током стране доминације: Српска православна црква, Косовски завет и српски језик. Идентификација са средњовјековним насљеђем кроз поштовање српских светитеља, заједно са српском епском поезијом, доприњела је развоју одвојене националне свијести од осталих православних балканских народа.
Циклуси епских пјесама о Краљевићу Марку, хајдуцима и ускоцима, надахнули су Србе да поврате слободу и своју херојску прошлост. У причама, хајдуци су хероји: играли су улогу српске елите током османске владавине, бранили су Србе од османског угњетавања и припремали за национално ослобођење и доприњели томе током оба српска устанка. Симболика Косовског завета постала је покретач, означавајући мучеништво и одбрану српске части и хришћанства од Турака (муслимана). Када је Кнежевина Србија стекла независност од Османског царства, православље је постало кључно у дефинисању националног идентитета.
Ћирилично писмо је важан симбол српског националног идентитета. Према Уставу Србије из 2006. године, српска ћирилица је једино званично писмо у употреби, а једно је и од званичних писама Црне Горе и Босне и Херцеговине. Двоглави орао и крст са четири оцила су главни хералдички симбол који представља српски национални идентитет кроз вијекове.
Међународно истраживање о самопоштовању изведено је на узорку од 16.998 људи из 53 нације, а објавило га је Америчко удружење психолога 2005. године; упитник укључује ставове о индивидуалној личности, о својој нацији и о осталим нацијама. Истраживање је показало да је Србија међу најсамопоштованијим нацијама, испред Сједињених Америчких Држава (6. мјесто) и Јапана (посљедње мјесто), и већина нација, укључујући и Србе, слаже се са тим. Истраживање је такође показало да је Србија међу 10 најколективистичких нација.